# 蒲田本町
蒲田本町（かまたほんちょう）は、東京都大田区の町。現行行政地名は蒲田本町一丁目及び蒲田本町二丁目。住居表示実施済区域。

## 地理
大田区の南東部に位置する。地域北部は環八通りに接し、これを境に蒲田に接する。地域東部は第一京浜に接し、これを境に南蒲田に接する。地域南部は仲六郷に接する。地域西部はJR東海道本線の線路に接し、これを境に新蒲田・西六郷にそれぞれ接する（地名はいずれも大田区）。
地域内を南北に京急本線の線路が通っており、幹線道路沿いにビルなどが見られるが、その他の地域は主に住宅地になっている。

### 地価
住宅地の地価は、2025年（令和7年）1月1日の公示地価によれば、蒲田本町1-12-15の地点で49万9000円/m2となっている。

## 世帯数と人口
2024年（令和6年）4月1日現在（東京都発表）の世帯数と人口は以下の通りである。
| 丁目           | 世帯数    | 人口    |
| -------------- | --------- | ------- |
| 蒲田本町一丁目 | 1,911世帯 | 3,408人 |
| 蒲田本町二丁目 | 1,764世帯 | 2,689人 |
| 計             | 3,675世帯 | 6,097人 |

### 人口の変遷
国勢調査による人口の推移。
| 年                 | 人口  |
| ------------------ | ----- |
| 1995年（平成7年）  | 5,475 |
| 2000年（平成12年） | 5,247 |
| 2005年（平成17年） | 4,904 |
| 2010年（平成22年） | 5,981 |
| 2015年（平成27年） | 6,010 |
| 2020年（令和2年）  | 6,156 |

### 世帯数の変遷
国勢調査による世帯数の推移。
| 年                 | 世帯数 |
| ------------------ | ------ |
| 1995年（平成7年）  | 2,351  |
| 2000年（平成12年） | 2,487  |
| 2005年（平成17年） | 2,512  |
| 2010年（平成22年） | 3,086  |
| 2015年（平成27年） | 3,294  |
| 2020年（令和2年）  | 3,532  |

## 学区
区立小・中学校に通う場合、学区は以下の通りとなる（2023年3月時点）。
| 丁目           | 番地 | 小学校             | 中学校             |
| -------------- | ---- | ------------------ | ------------------ |
| 蒲田本町一丁目 | 全域 | 大田区立新宿小学校 | 大田区立蒲田中学校 |
| 蒲田本町二丁目 | 全域 | 大田区立新宿小学校 | 大田区立蒲田中学校 |

## 事業所
2021年（令和3年）現在の経済センサス調査による事業所数と従業員数は以下の通りである。
| 丁目           | 事業所数  | 従業員数 |
| -------------- | --------- | -------- |
| 蒲田本町一丁目 | 68事業所  | 1,321人  |
| 蒲田本町二丁目 | 116事業所 | 1,583人  |
| 計             | 184事業所 | 2,904人  |

### 事業者数の変遷
経済センサスによる事業所数の推移。
| 年                 | 事業者数 |
| ------------------ | -------- |
| 2016年（平成28年） | 184      |
| 2021年（令和3年）  | 184      |

### 従業員数の変遷
経済センサスによる従業員数の推移。
| 年                 | 従業員数 |
| ------------------ | -------- |
| 2016年（平成28年） | 1,675    |
| 2021年（令和3年）  | 2,904    |

## 施設

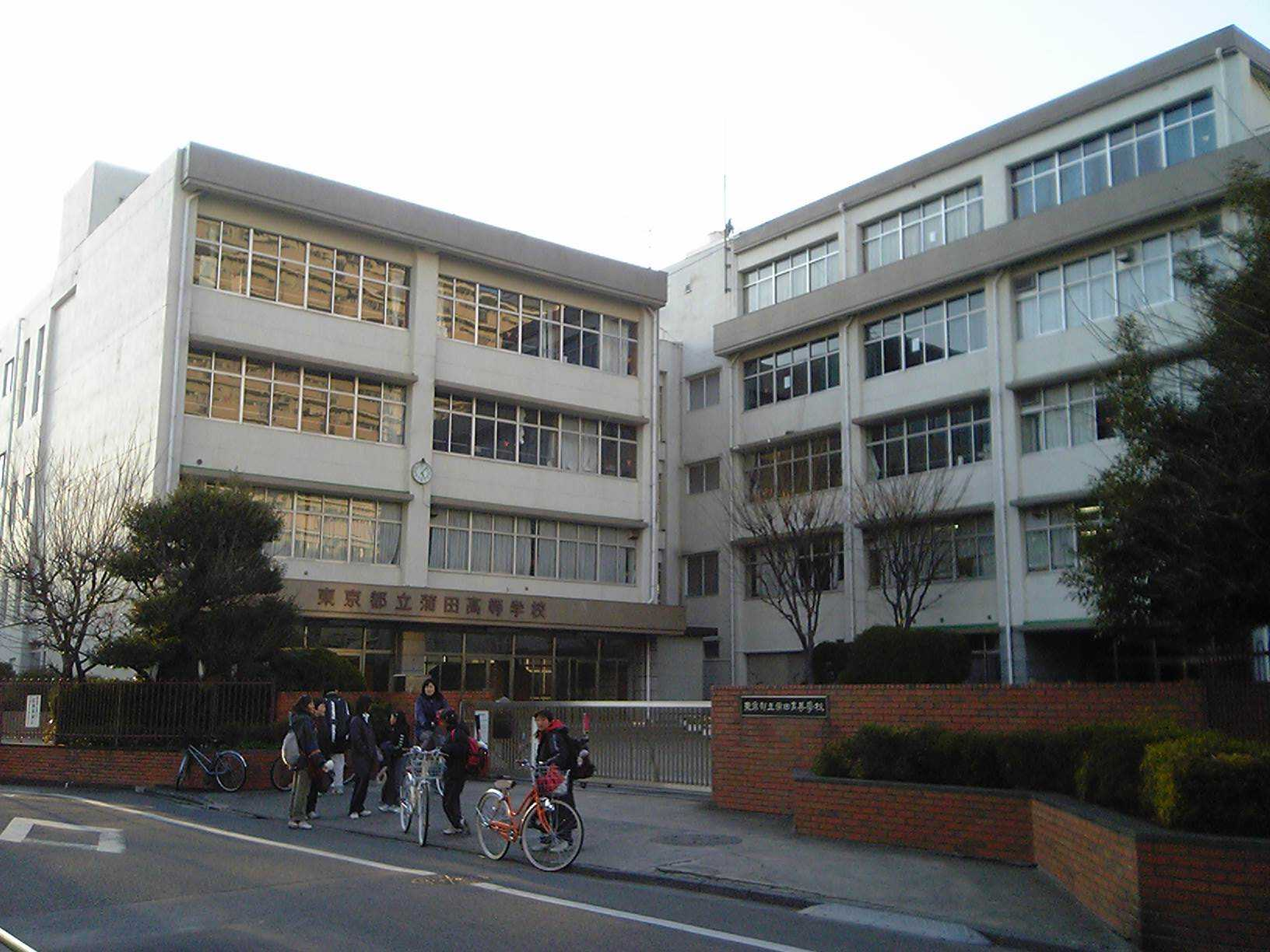
東京都立蒲田高等学校

- 蒲田警察署
- 蒲田郵便局
- 蒲田税務署
- 蒲田消防署
- 東京都立蒲田高等学校
- 大田区立新宿小学校
- 大田区立本蒲田一丁目公園

## 交通
当地域内に鉄道駅はないが、地域北西方向にある蒲田駅と地域北東方向にある京急本線京急蒲田駅がそれぞれ利用される。ほかに、付近を通るバス路線の利用もある。

## その他

### 日本郵便
- 郵便番号 : 144-0053[2]（集配局 : 蒲田郵便局[15]）。